# Gynatrix macrophylla
Gynatrix macrophylla är en malvaväxtart som beskrevs av Neville Grant Walsh. Gynatrix macrophylla ingår i släktet Gynatrix och familjen malvaväxter. Inga underarter finns listade i Catalogue of Life.